# الاتحاد الدولي للرياضيات

مونتاج بأسماء المشاركين ومواقعهم

الاتحاد الدولي للرياضيات (IMU) هي منظمة دولية غير حكومية مكرسة للتعاون الدولي في مجال الرياضيات في جميع أنحاء العالم. وهي عضو في المجلس الدولي للعلوم (ICSU) وتدعم المؤتمر الدولي لعلماء الرياضيات. أعضاؤها منظمات رياضيات وطنية من أكثر من 80 دولة.
أهداف الاتحاد الدولي للرياضيات هي: تعزيز التعاون الدولي في الرياضيات، ودعم ومساعدة المؤتمر الدولي لعلماء الرياضيات والاجتماعات والمؤتمرات العلمية الدولية الأخرى، مع الاعتراف بالمساهمات البحثية البارزة في الرياضيات من خلال منح الجوائز العلمية، وتشجيع ودعم الأنشطة الرياضياتية الدولية الأخرى، التي يُحتمل أن تسهم في تطوير العلوم الرياضية في أي جانب من جوانبها، سواء كانت نقية أو تطبيقية أو تعليمية.
تأسس الاتحاد الدولي للرياضيات في عام 1920، ولكن تم حله في سبتمبر 1932 ثم أعيد تأسيسه في عام 1950 بحكم الواقع في المؤتمر التأسيسي في نيويورك، بحكم القانون في 10 سبتمبر 1951، عندما أصبحت عشر دول أعضاء. كان آخر حدث هو الجمعية العامة في مارس 1952، في روما، إيطاليا، حيث تم افتتاح أنشطة الاتحاد الدولي للرياضيات الجديدة وأول لجنة تنفيذية ورئيسة ولجان مختلفة حيث تم انتخابها. في عام 1952، تم إدخال الاتحاد الدولي للرياضيات أيضًا إلى المجلس الدولي للعلوم. الرئيس السابق للاتحاد هو إنغريد دوبيشيس (2011-2014). الرئيس الحالي هو شيغيفومي موري، وهو أول رئيس للمجموعة من آسيا.
في الاجتماع السادس عشر للجمعية العامة الاتحاد الدولي للرياضيات في بنغالور، الهند، في أغسطس 2010، تم اختيار برلين كموقع للمكتب الدائم للاتحاد الدولي للرياضيات، والذي تم افتتاحه في 1 يناير 2011، ويستضيفه معهد Weierstrass للتطبيق التحليل وStochastics، الذين يتبعون لجمعية لايبنتز العلمية، مع حوالي 120 عالمًا يشاركون في الأبحاث الرياضية المطبقة على المشكلات المعقدة في الصناعة والتجارة.

## الجوائز
تُعتبر الجوائز العلمية التي تمنحها الاتحاد الدولي للرياضيات أعلى تمييز في عالم الرياضيات. حفل افتتاح المؤتمر الدولي لعلماء الرياضيات هو المكان الذي يتم فيه تقديم الجوائز: ميداليات الحقول (ميدالتان إلى أربع ميداليات) ميدالية فيلدز التي مُنحت منذ عام 1936، وجائزة رولف نيفانلينا (منذ عام 1982)، وجائزة كارل فريدريش جاوس (منذ 2006)، وميدالية تشيرن (منذ عام 2010).

## المنشورات
ينشر الاتحاد الدولي للرياضيات كل شهرين رسالة إخبارية إلكترونية، تهدف إلى تحسين الاتصال بين الاتحاد الدولي للرياضيات والمجتمع الرياضياتي في جميع أنحاء العالم من خلال الإبلاغ عن قرارات وتوصيات الاتحاد والأحداث والتطورات الرياضياتية الدولية الرئيسية، وحول مواضيع أخرى ذات أهمية رياضياتية عامة. يتم نشر نشرات الاتحاد الدولي للرياضيات سنويًا بهدف إعلام أعضاء الاتحاد الدولي للرياضيات بالأنشطة الحالية للاتحاد. في عام 2009 نشر الاتحاد الدولي للرياضيات وثيقة أفضل الممارسات الحالية للمجلات.

## العضوية والجمعية العامة
أعضاء الاتحاد الدولي للرياضيات هم من الدول الأعضاء ويمثل كل دولة عضو من خلال منظمة الانضمام، والتي قد تكون الأكاديمية الرئيسية أو المجتمع الرياضياتي أو مجلس البحوث أو بعض المؤسسات أو الجمعيات والمؤسسات الأخرى، أو وكالة مناسبة من حكومتها. تتم دعوة أي دولة تبدأ في تطوير ثقافتها الرياضياتية وتهتم ببناء روابط مع علماء الرياضيات في جميع أنحاء العالم للانضمام إلى الاتحاد الدولي للرياضيات كعضو مشارك. لغرض تسهيل الأنشطة التي تتم رعايتها بشكل مشترك والمتابعة المشتركة لأهداف الاتحاد الدولي للرياضيات، يمكن للجمعيات الرياضية متعددة الجنسيات والجمعيات المهنية الانضمام إلى الاتحاد الدولي للرياضيات كعضو منتسب. تجتمع عضوية الاتحاد الدولي للرياضيات كل أربع سنوات في جمعية عامة تتألف من مندوبين تعينهم المنظمات المنضمة، مع أعضاء اللجنة التنفيذية. يتم اتخاذ جميع القرارات المهمة في الجمعية العامة، بما في ذلك انتخاب أعضاء المكتب، وإنشاء اللجان، والموافقة على الميزانية، وأي تغييرات على النظام الأساسي واللوائح الداخلية.

## وصلات خارجية
- الموقع الرسمي